# 希爾頓逸林酒店
希爾頓逸林酒店（英語：DoubleTree by Hilton）是美國的一個酒店品牌，也是希爾頓全球酒店集團下屬子公司，1969年1月於美國阿利桑那州斯科茨代爾創辦，總部位於弗吉尼亚州麥連。希爾頓逸林酒店旗下大多數酒店都為特約經營。2007年至2015年間，希爾頓逸林酒店為希爾頓全球酒店集團發展最快的品牌。
在希尔顿集团的定位中，希尔顿逸林酒店和希尔顿酒店及度假村属于同一个种类，即全服务种类，但是大多数情况下提供的服务质量与级别会略低。逸林酒店自1980年代起为VIP住客免费赠送巧克力曲奇，后来扩大至所有住客。2019冠状病毒病疫情期间，希尔顿集团公开了其巧克力曲奇的家用版制作配方。

## 外部鏈接
- 官方网站（總部）
- 官方网站（中國大陸）